# Itaju
Itaju is een gemeente in de Braziliaanse deelstaat São Paulo. De gemeente telt 2.714 inwoners (schatting 2009).

## Aangrenzende gemeenten
De gemeente grenst aan Arealva, Bariri, Boa Esperança do Sul, Iacanga en Ibitinga.